# Cremastus curviterebrans
Cremastus curviterebrans är en stekelart som beskrevs av Sedivy 1970. Cremastus curviterebrans ingår i släktet Cremastus och familjen brokparasitsteklar. Inga underarter finns listade i Catalogue of Life.